# Burg Weiler (Bechingen)
Die Burg Weiler ist eine abgegangene Burg im Flurbereich Weilerstock westlich des Ortsteils Bechingen der Gemeinde Riedlingen im Landkreis Biberach in Baden-Württemberg.
Die Burg wurde vermutlich im 13. Jahrhundert von den Herren von Weiler erbaut, sie sind zwischen 1251 und 1297 bis ins 14. Jahrhundert genannt. Später kam sie mit dem Ort Weiler in den Besitz von Zwiefalten. 1690 waren von der Burg noch größere Mauerreste erhalten, heute ist die ehemalige Burganlage völlig abgegangen.